# Elisabeth Willeboordseová
Elisabeth Willeboordse, (* 14. září 1978 Middelburg, Nizozemsko) je bývalá reprezentantka Nizozemska v judu. Je držitelkou bronzové olympijské medaile.

## Sportovní kariéra
Začínala s gymnastikou odkud se v 9 letech přesunula na tatami. V začátcích jí vedl Wim Geelhoed, ale potom skončil s trenérskou činností se v roce 1995 přesunula do Goirle, kde spolupracovala s Janem de Rooijem. V roce 1999 se poprvé stala mistryní Nizozemska, ale vrcholovému judu se začala věnovat až po dokončení vysokoškolských studií v roce 2003 v Rotterdamu.
Od sezony 2004 spolupracovala s Marjolein van Unen a pod jejím vedením se jí podařilo dostat mezi absolutní světovou špičku. V olympijském roce 2004 se jí sice s Daniëlle Vriezemou nepodařilo zajistit účastnické místo pro Nizozemsko na olympijských hrách v Athénách v polostřední váze, ale od roku 2005 v této pro Nizozemky problematické váze zajistila pravidelný přísun medailí. Vše korunovala ziskem bronzové medaile na olympijských hrách v Pekingu.
V následném olympijském cyklu jí vyrostla zdárná konkurentka Anicka van Emden, se kterou svedla nominační souboj o olympijské hry v Londýně v roce 2012. Byla v tomto směru úspěšná, ale konečné 7. místo bylo v danou chvíli bráno jako neúspěch. Po hrách ukončila sportovní kariéru.

## Výsledky
| Turnaj             | 2004             | 2005             | 2006             | 2007             | 2008             | 2009             | 2010             | 2011             | 2012             |
| Turnaj             | 26               | 27               | 28               | 29               | 30               | 31               | 32               | 33               | 34               |
| Turnaj             | polostřední váha | polostřední váha | polostřední váha | polostřední váha | polostřední váha | polostřední váha | polostřední váha | polostřední váha | polostřední váha |
| ------------------ | ---------------- | ---------------- | ---------------- | ---------------- | ---------------- | ---------------- | ---------------- | ---------------- | ---------------- |
| Olympijské hry     | —                |                  |                  |                  | 3.               |                  |                  |                  | 7.               |
| Mistrovství světa  |                  | 7.               |                  | 3.               |                  | 2.               | 7.               | 5.               |                  |
| Mistrovství Evropy | 5.               | 1.               | 3.               | úč.              | úč.              | 5.               | 1.               | —                | —                |